# الرجل الحر (فلم)
الرجل الحر (التركية: Hür Adam: Bediüzzaman Said Nursi) هو فلم سيرة ذاتية تركي لعام 2011، شارك في كتابته وإنتاجه وإخراجه محمد تانريسفير، وبطولة مورسيت آغا باغ بدور الباحث المسلم سعيد النورسي. عُرض الفيلم في 7 يناير 2011 في المركز الثاني في شباك التذاكر التركي، وكان العرض الأول في حفل كبير في 4 يناير 2011 في مركز عرض توركر إينان أوغلو ماسلاك (بالإنجليزية: Türker Inanoğlu Maslak) في إسطنبول.

## الإنتاج
عاد المخرج محمد طنر سفَر إلى صناعة الأفلام بعد انقطاع دام عشرين عامًا، ليُخرج هذا الفيلم، موضحًا:
"بدأتُ العمل في السينما أساسًا لأني أردتُ التعبير عن فكرة. وبعد سنوات طويلة، عدتُ إلى الإخراج لنفس السبب. أعتقد أن من المهم الاستمرار في مثل هذه الجهود."
وأضاف: "قمتُ بتصفية أعمالي التجارية وتفرّغت لصناعة الأفلام، وكانت النتيجة أن أنجزت هذا الفيلم."
وتابع طنر سفر في مقابلة صحفية: "في الحقيقة، كنت أرغب في صنع هذا الفيلم قبل عشرين عامًا، لكنني واجهت عوائق روحية حالت دون ذلك. أحد كُتّاب السيناريو، محمد أويار، رأى الشيخ سعيد النورسي في المنام، وقد ردّ عليه العالم الجليل بقوله: 'الوقت لم يحن بعد. ألا تعرفني؟' فشعرت بقوة هذه العوائق، وقررت تأجيل المشروع."
لكنه استدرك: "وبعد عشرين عامًا، قررنا المحاولة مجددًا."
تم تصوير الفيلم خلال ثمانية أسابيع، من أصل أربعة عشر أسبوعًا خُصصت للإنتاج، وأبدى المخرج رضاه عن النتيجة، قائلاً:
"هذا الفيلم يُعد واحدًا من أفضل خمسة أفلام درامية تاريخية أُنتجت في تركيا. بل أقول إن حر آدم ربما يكون الأفضل بينها. حين أنظر إلى الأعمال التاريخية الأخرى وأقارنها بفيلمي، أجد أنه الأفضل. أنا أعلم تمامًا ما صنعتُه وقدّمته، ولا يمكنني التظاهر بالتواضع في هذا الشأن."
من جهة أخرى، فتحت النيابة العامة في أنقرة تحقيقًا بشأن الفيلم، إثر شكوى تقدم بها المحامي عمر إديس يوروز، بدعوى أن الفيلم "يسيء إلى الشخصية المعنوية لأتاتورك"، وهي جريمة يعاقب عليها القانون التركي. كما قدّم المخرج غاني رُزغار شافاتا شكوى ضد المخرج وكُتّاب السيناريو، متهمًا إياهم باستخدام نص يملك جزءًا من حقوقه دون الحصول على إذنه. 

## الحبكة
مر العالم الكردي المسلم سعيد النورسي بثلاث مراحل، عُرفت بين أتباعه باسم "سعيد القديم"، و"سعيد الجديد"، و"سعيد الثالث"، وخلال هذه الفترة أدت كتاباته، التي تتكون من رسائل إلى طلابه حول الإيمان والفلسفة الدينية، إلى ظهور مجموعة رسائل النور، وهي مجموعة من التعليقات القرآنية تتجاوز 6000 صفحة.

## العرض
عُرض الفيلم في العرض العام على مستوى البلاد في 238 شاشة في جميع أنحاء تركيا في 7 يناير 2011 في المركز الثاني في شباك التذاكر الوطني بإجمالي 1,228,126 دولارًا أمريكيًا في عطلة نهاية الأسبوع الأولى.

## الاستقبال

### شباك التذاكر
احتل الفلم المركز الثاني في شباك التذاكر الوطني التركي لمدة أسبوعين متتاليين وحقق إجماليًا قدره 3,793,421 دولارًا أمريكيًا.